# RFC1
 Фактор репликации С субъединица 1  — белок, кодируемый у человека геном  RFC1 . 

## Функция
Белок, кодируемый этим геном является большой субъединицей фактора репликации С, который является субъединицей пяти аксессуарных белков ДНК-полимеразы. Фактор репликации С является ДНК-зависимой АТФазой, что требуется для эукариотической репликации и репарации ДНК. Белок действует в качестве активатора ДНК-полимераз, связывается с 3'-концами праймеров, а также способствует скоординированному синтезу обеих нитей. Он также может играть определенную роль в стабильности теломеров. 

## Взаимодействия
RFC1, как было выявлено, взаимодействует с:
- BRD4, [3]
- HDAC1, [4]
- PCNA, [3][5][6][7][8]
- РЕЛА [9] и
- RFC3. [10][11][12]